# 小長沫蟬
小長沫蟬（学名：Philaenus minutus）为尖胸沫蟬科長沫蟬屬下的一个种。其种加词“minutus”意为“微小的”。